# Nikki Phoenix
Nikki Phoenix (Seattle, Washington; 7 de mayo de 1987) es una actriz pornográfica, directora, modelo, trapecista, cantante y escritora estadounidense.

## Biografía
Phoenix ha aparecido en el talk show Maury. En 2013 tuvo un papel sin aparición en título de crédito como "Topless Chick" en la película 21 and Over. En abril de 2014 fue entrevistada por la revista Vegas Seven y DJOYbeat.com.
Empezó su carrera como actriz pornográfica en 2011, a los 24 años de edad, habiendo participado en producciones de estudios como Brazzers, Zero Tolerance, Evil Angel, Pure Play Media, 3rd Degree, Devil's Film o Filly Films.
Ha participado en más de 40 películas.

## Como músico
Phoenix expresó su pasión por la música EDM desde que era una adolescente, y lanzó su primer sencillo de EDM, titulado My Addiction, con DJ Nilsson. Fue entrevistada por la revista Vegas Seven y DJOYBeat.com. Lanzó su siguiente canción, Ballroom Zombies' en septiembre de 2014. 
En noviembre de 2014 comenzó a trabajar con DJ Hope, DJ residente de los clubes Hard Rock Casino Body English y Rehab en remixes de sus canciones Your Smile y Until. Encabezó su primer festival de música Las Vegas Hempfest con su banda EDM en octubre de 2015.

## Discografía

### Álbumes
- 2016 Blacklight Sound VOL 1
- 2016 Two Hearts

### Sencillos
- 2017 Dreaming of You
- 2016 Two Hearts
- 2016 Reigning Madness
- 2016 Three Eyed Trumpet
- 2016 Days Like This
- 2015 Your Smile
- 2015 Until
- 2015 Ballroom Zombies 'Zombie Apocalypse Remix'
- 2014 My Addiction Ft DJ Nilsson

## Libros
- Fit As Phoenix: A Guide to How I lost 120lbs While Still Enjoying Good Food and A Good Life. Las Vegas: CreateSpace Independent Publishing Platform. ISBN 150544540X.

## Premios y nominaciones
| Año  | Ceremonia    | Resultado | Premio                                    | Trabajo                |
| ---- | ------------ | --------- | ----------------------------------------- | ---------------------- |
| 2014 | Premios XBIZ | Nominada  | Estrella Crossover del año                | —                      |
| 2014 | Premios XRCO | Nominada  | Estrella mainstream del año               | —                      |
| 2015 | Premios AVN  | Nominada  | Mejor sitio web solo                      | —                      |
| 2015 | Premios AVN  | Nominada  | Estrella mainstream del año               | —                      |
| 2015 | Premios XBIZ | Nominada  | Estrella Crossover del año                | —                      |
| 2015 | Premios XRCO | Nominada  | Estrella mainstream del año               | —                      |
| 2016 | Premios AVN  | Nominada  | Estrella mainstream del año               | —                      |
| 2016 | Premios AVN  | Nominada  | Mejor banda sonora                        | Pretty Kitties         |
| 2016 | Premios AVN  | Nominada  | Mejor nuevo estudio                       | Little Dragon Pictures |
| 2016 | Premios AVN  | Nominada  | Premio fan: Mejores pechos                | —                      |
| 2016 | Premios AVN  | Nominada  | Premio fan: Estrella mediática            | —                      |
| 2016 | Premios XBIZ | Nominada  | Estrella Crossover del año                | —                      |
| 2017 | Premios AVN  | Nominada  | Estrella mainstream del año               | —                      |
| 2017 | Premios AVN  | Nominada  | Premio fan: Mejores pechos                | —                      |
| 2017 | Premios AVN  | Nominada  | Premio fan: Estrella mediática            | —                      |
| 2017 | Premios XBIZ | Nominada  | Estrella Crossover del año                | —                      |
| 2017 | Premios XRCO | Nominada  | Estrella mainstream del año               | —                      |
| 2018 | Premios AVN  | Nominada  | Premio fan: Mejor sitio web de una actriz | NikkiPhoenixxx.com     |
| 2018 | Premios AVN  | Nominada  | Premio fan: Estrella mediática            | —                      |